# Zebulon (Karolina Północna)
Zebulon – miasto w Stanach Zjednoczonych, w stanie Karolina Północna, w hrabstwie Wake.